# منتخب فرنسا تحت 18 سنة لهوكي الجليد للسيدات
منتخب فرنسا تحت 18 سنة لهوكي الجليد للسيدات هو ممثل فرنسا الرسمي في المنافسات الدولية في هوكي الجليد للسيدات
.